# Mood Swings (album de Harem Scarem)
Pour les articles homonymes, voir Mood Swings.
Albums de Harem Scarem
Harem Scarem
(1991) Voice Of Reason
(1995)
Mood Swings est le deuxième album du groupe canadien Harem Scarem, publié en 1993.
Une vidéo fut réalisée pour le titre No Justice.

## Liste des titres
| 1.    | Saviors Never Cry   | 4:03 |
| 2.    | No Justice          | 4:39 |
| 3.    | Stranger Than Love  | 3:59 |
| 4.    | Change Comes Around | 5:02 |
| 5.    | Jealousy            | 4:10 |
| 6.    | Sentimental BLVD.   | 4:24 |
| 7.    | Mandy               | 1:55 |
| 8.    | Empty Promises      | 4:19 |
| 9.    | If There Was a Time | 4:58 |
| 10.   | Just Like I Planned | 3:18 |
| 11.   | Had Enough          | 3:56 |
| 44:13 |                     |      |

## Musiciens

### Groupe
- Harry Hess – Chant, guitares, claviers, production.
- Pete Lesperance – Guitare lead, chœurs, production.
- Mike Gionet – Basse, chœurs.
- Darren Smith – Batterie, chœurs.

### Crédits
- Kevin Doyle  – Producteur, ingénieur du son.
- Andrew MacNaughtan – Photographe.
- Rob Cooper – Orgue B3.